# محمدعلی عابد
محمدعلی عابد (به عربی: محمد علي العابد) (زاده ۱۸۶۷م – درگذشته ۲۲ اکتبر ۱۹۳۹م) نخستین رئیس‌جمهور سوریه است، بین ۱۳ ژوئن ۱۹۳۲ تا ۲۱ دسامبر ۱۹۳۶ این منصب را به عهده گرفت و هشتمین حاکم سوریه پس از استقلال سوریه از عثمانی به‌شمار می‌رود. عابد زمان انتخاب به ریاست جمهوری در سن هفتاد سالگی به‌سر می‌برد. همچنین اولین حاکم بوده که به‌وسیلهٔ مجلس انتخابی از طرف مردم تعیین شده‌است.
عابد در کودکی برای ادامه تحصیلات دمشق را به مقصد استانبول و پاریس ترک کرد. او در زمان عبدالحمید دوم در وزارت خارجهٔ عثمانی مشغول به کار بود و به عنوان سفیر ایالات متحده آمریکا منصوب شد؛ و بعد از خلع عبدالحمید دوم دیگر هیچ‌گاه به امپراتوری عثمانی بازنگشت و با خانواده‌اش در کشورهای اروپایی زندگی کرد و جنگ جهانی اول را به این نحو گذراند و پس از پایان جنگ با خانواده‌اش ابتدا در مصر اقامت کرد و سپس به دمشق بازگشت.
عابد در سیاست از یک سو با قیمومیت فرانسه و از سوری دیگر نیز با تشکل ملی سوریه روابط خوبی داشت که عاملی بر رسیدن به ریاست‌جمهوری در ۱۳ ژوئن ۱۹۳۲ بود، تا اولین کسی باشد لقب «رئیس‌جمهور» را در سوریه داشته باشد به این گونه که ماقبل او را به دلیل نبود قوانین مبنی بر جمهوری رئیس کشور می‌نامیدند.
او به ترکی و فرانسوی افزون بر عربی مسلط بود، همچنین زبان‌های انگلیسی و فارسی را نیک می‌دانست و به ادبیات فرانسه و اقتصاد علاقه از خود نشان می‌داد. خانواده عابد جزء خانواده‌های ثروت‌مند سوریه به‌شمار می‌رفتند و نسبش به قبیلهٔ الموالی یکی از قبیله‌هایی که در زمان عباسیان در سوریه اسکان داده شده‌است بر می‌گردد.
عابد اگرچه ممکن است پولدارترین مردِ سوریه در زمان خود نبوده باشد ولی با این صفت شناخته شده‌است.

## زندگی

### تحصیلات

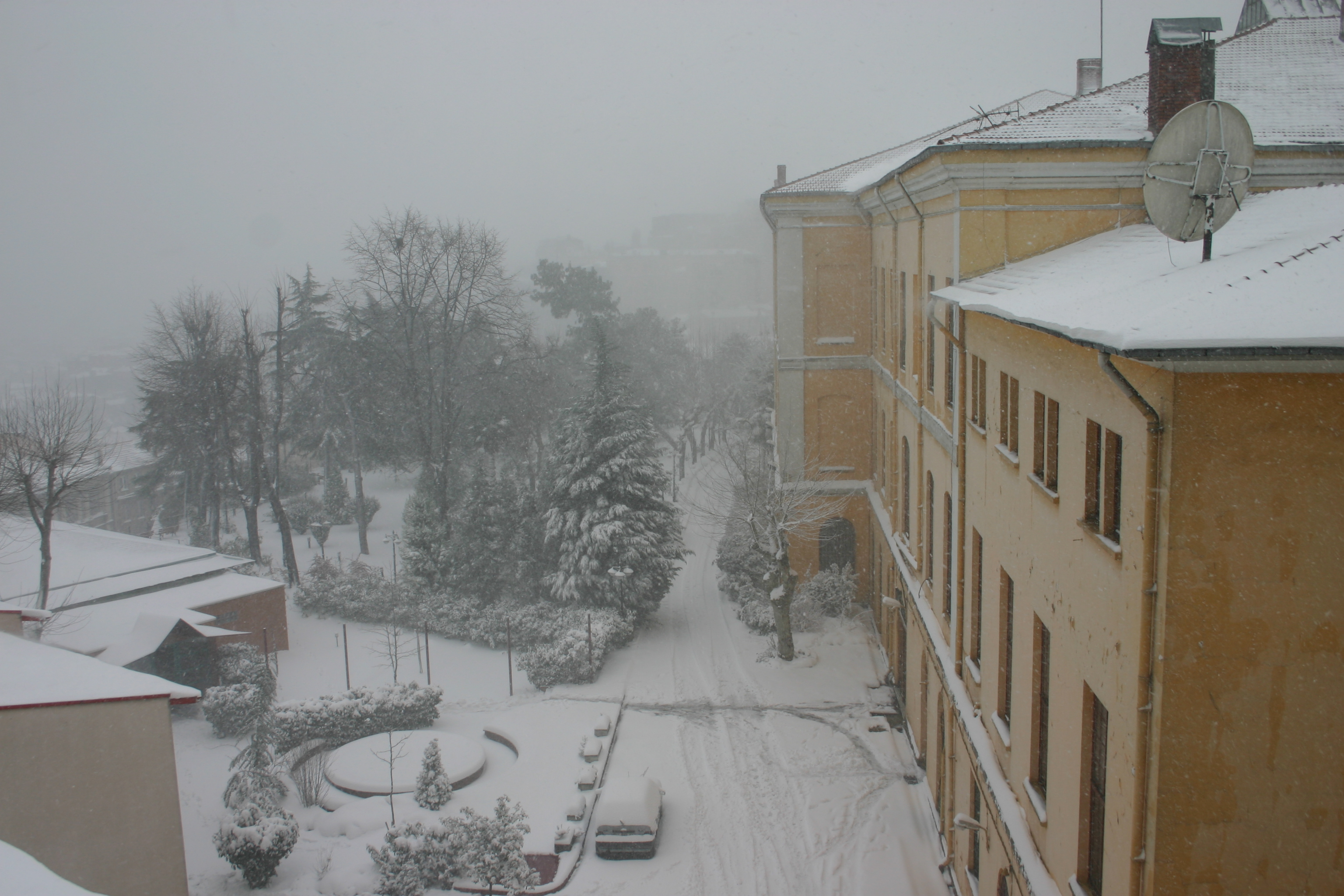
تصویری از دبیرستان گالاتاسرای که العابد در آن دیپلم دریافت کرد.

محمد علی عابد در سال ۱۸۶۷م در دمشق متولد شد. درس‌های دورهٔ ابتدایی را در دمشق گذراند و سپس در سال ۱۸۸۵م به بیروت رفت و زیر نظر شیخ محمد عبده تحصیلات خود را ادامه داد. بعد به درخواست پدرش دمشق را به مقصد استانبول ترک کرد و در دبیرستان گالاتاسرای که زبان آموزشی آن فرانسوی بود تحصیل کرد به همین دلیل قبل از اینکه به فرانسه برود زبان‌های ترکی و فرانسوی را آموخت. العابد بعد از پایان دروس دبیرستان به پاریس رفت و از رشتهٔ حقوق و اصول فقه اسلامی فارغ‌التحصیل شد.

### کار در دولت عثمانی
عابد بعد از فارغ‌التحصیل شدن از پاریس به استانبول برگشت و به سمت مشاور حقوقی برای وزارت خارجهٔ عثمانی منصوب شد، و به‌واسطهٔ نفوذ و نزدیکی پدرش با عبدالحمید دوم به سمت سفیر دولت عثمانی در ایالات متحده آمریکا رسید ولی شغلش به‌عنوان سفیر در واشینگتن زیاد به طول نینجامید و بعد از سه هفته در ۲۳ ژوئن ۱۹۰۸م مأموریت او به عنوان سفیر به پایان رسید. بعد از برکناری از سمت وزارت خارجه از ترس جان دیگر هیچ‌گاه به قلمرو دولت عثمانی بازنگشت و از واشینگتن به کالیفرنیا و سپس به سوی اورپا رفت. عابد زمان جنگ جهانی اول را نیز به همین‌شکل گذراند و در کشورهای سویس، فرانسه و انگلیس اقامت کرد. بعد از پایان جنگ وی با خانواده‌اش به مصر رفت و در آنجا پدرش، احمدعزت عابد درگذشت. بعد از سقوط پادشاهی عربی سوری در سال ۱۹۲۰م با خانواده‌اش از مصر دوباره به دمشق، محل تولدش بازگشت.
در دمشق روابط دوستانه‌ای با استعمار فرانسه در سوریه برقرار کرد تا آنجا که محمد کرد علی او را متهم کرد که؛ العابد به جانبداری از فرانسوی‌ها ضد مردمش می‌پردازد.

### کار دولتی در سوریه

منطقه تحت نفوذ فرانسه (آبی), منطقه تحت نفوذ بریتانیا (قرمز), منطقه تحت نفوذ روسیه (سبز)

در تاریخ ۱۹۱۶ طبق موافقت‌نامه سایکس–پیکو سوریه و لبنان به فرانسه واگذار شد به همین دلیل فرانسه در تاریخ ۱۹۲۰ به سوریه حمله کرد و سه ورز بعد از جنگ میسلون به کار پادشاهی عربی سوریه پایان داد و هانری گورو سوریه را به پنج قسمت تجزیه کرد که با مخالفت شدید مردم سوریه مواجه شد و بعد از اعتصاب‌های دمشق، گورو در ۲۸ ژوئن ۱۹۲۲م حکومت فدرال سوریه متشکل از سه دولت دمشق، حلب و دولت العلویین را اعلام کرد. انتخاب نمایندگان مجلس فدرال این‌گونه بود که هر دولت پنج نماینده داشته باشد که عابد نمایندهٔ دمشق در این مجلس انتخاب شد.
مجلس کشور فدرال سوریه صبحی برکات را به‌عنوان رئیس کشور انتخاب کرد که در فدرال سوریه برکات هم رئیس کشور بود و هم نخست وزیز و طبق گفتهٔ گورو به مدت یک‌سال زمان این سمت ادامه می‌یابد. برکات عابد را به سمت وزارت دارایی انتخاب کرد.
وی در سمت وزیر دارایی تا ۱ ژانویه ۱۹۲۵م باقی ماند و در خلال وزارت درازمدت خود قرار داد بانک سوریه-لبنان بزرگ تصویب شد؛ از ۱ اگوست ۱۹۲۲ تأسیس و ۱۹۴۸ به کار خود پایان داد و واحد پولی آن لیره بود که حتی بعد از جدا شدن این دو بانک از هم اسم آن تغییر نکرد و فقط قرش (هر ۱۰۰ قرش یک لیره است) به قرش تغییر نام یافت. در دوران وازت دارایی عابد، در زمینهٔ شخصی، صحبی برکات رئیس‌جمهور وقت سوریه با دختر عابد ازدواج کرد ولی این ازدواج کوتاه‌مدت بود و با طلاق به پایان رسید ولی عابد از سمت خود استعفا نکرد ولی طبق گفتهٔ یوسف الحکیم تاریخ‌نگار سوری که با آن زمان معاصر بود در مورد این طلاق گفت: «دوستی بین رئیس‌جمهور و وزیر به پایان رسید» این‌گونه که منزل عابد به نشستگاهی برای مخالفان برکات به‌ویژه تشکل ملی تبدیل گشت که رابطهٔ دوستانهٔ عابد با تشکل ملی سوریه تأثیر چشم‌گیری در به‌قدرت رسیدن عابد در سال ۱۹۳۲ به عنوان نمایندهٔ توافقی از طرف تمامی قشرهای سوری شد.

## صعود به قدرت

### کاندید شدن در انتخابات نمایندگان مجلس
عابد بین سال‌های ۱۹۲۵–۱۹۳۲م هیچ‌گونه کار سیاسی انجام نداد؛ و طبق گفته یوسف الحکیم تاریخ‌نگار سوری خلال این سال‌ها به کارها خیره می‌پرداخت و زمانی که قانون سوریه سال ۱۹۳۱ به روی کار آمد عابد خود را برای کرسی نمایندگی مجلس نامزد کرد و با پشتیبانی رئیس‌جمهور پیشین احمد نامی نیز همراه بود. الحکیم می‌گوید در زمان تبلیغات انتخاباتی به کارهای خیره پرداخت و کمک‌های مالی زیادی را به مؤسسات خیریه پرداخت کرد و با تجار سوریه، بانک ملی سوریه را تأسیس نمود و هر زمان که از مؤسسات دینی بازدید می‌کرد در ابتدا کمک‌های مالی به مساجد و کلیساها و سایر اماکن دینی در سوریه اهدا می‌کرد، تا آن‌ها نیز به فقیران و نیازمندان خصوصاً در عیدهای مذهبی کمک کنند.
سر انجام در انتخابات که مرحله اولش در دسامبر ۱۹۳۱ و مرحله دومش در ژانویه ۱۹۳۲ برگزار شد طبق نتایج قطعی که در ۹ آوریل همان سال اعلام شد العابد به‌عنوان نماینده دمشق انتخاب شد.

### رسیدن به رئاست جمهوری

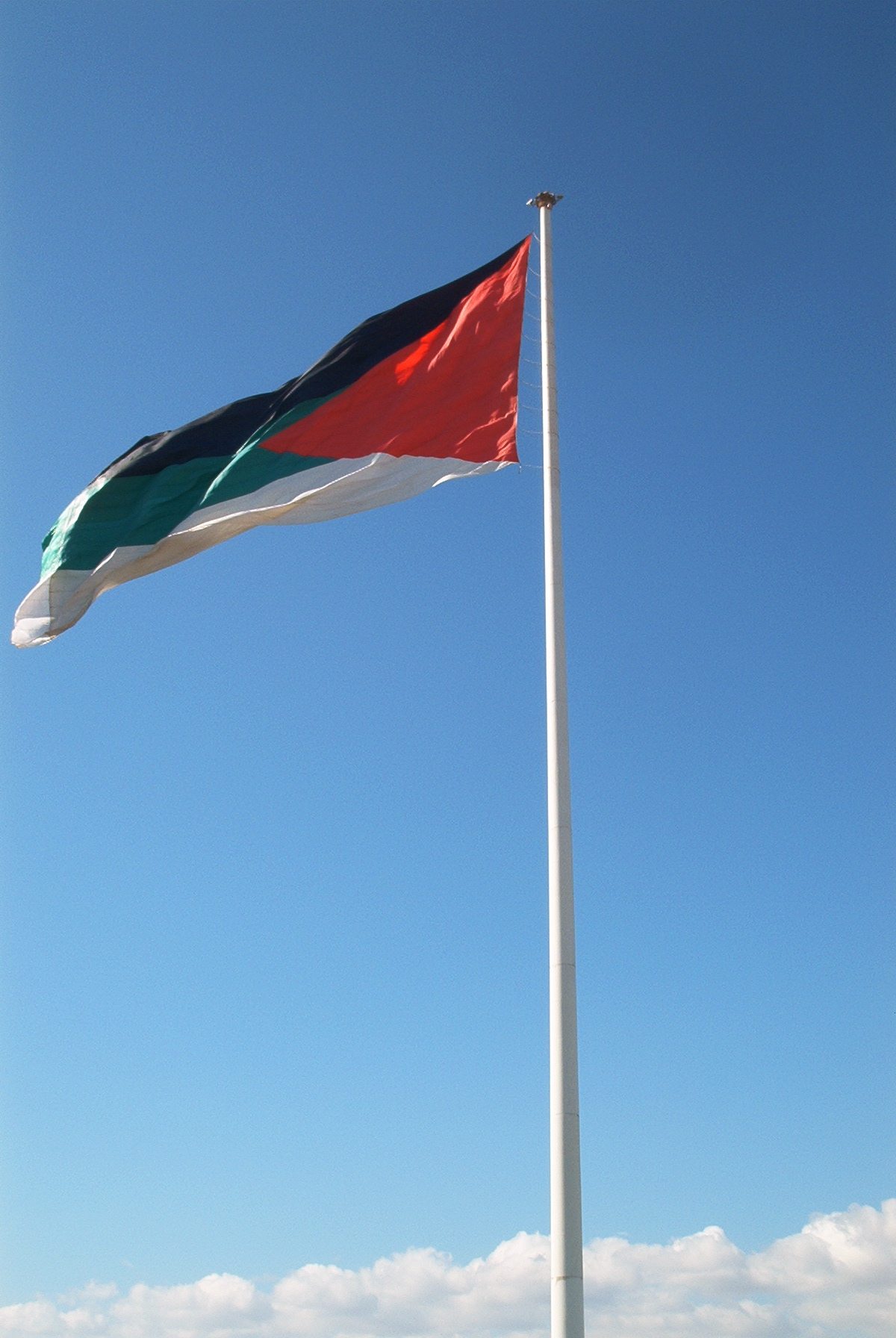
پرچم انقلاب بزرگ عربی با مثلث قرمز در وسط آن

مجلس نمایندگان در ۷ ژوئن ۱۹۳۲ جلسه‌ای تشکیل دادن و در مورد انتخاب رئیس مجلس و رئیس‌جمهور به گفتگو پرداخت.
فعالیت‌های حزبی سوریه در آن زمان قوی نبود و اکثر نمایندگان حزب مستقل داشتند. حزب‌های سوریه بر این قرار بود: تشکل اول به رهبری صحبی برکات و بیشتر کاندیدای منطقهٔ شمالی اعتدال‌گرا بود و تشکل دوم به رهبر حقی العظم و اغلب نمایندگان منطقهٔ جنوبی اعتدال‌گرا بودند و تشکل سوم تشکل ملی بود که از ۱۷ کاندید فقط داشت و در رأس آن هاشم الاتاسی بود. در جلسه مذکور صحبی برکات به عنوان ریاست مجلس نمایندگان انتخاب شد. برکات تصمیم‌گرفت که خود مستقیم رئیس‌جمهور را انتخاب کند که بیشتر نمایندگان تشکلات، مجلس را به نشانهٔ اعتراض ترک کردند با وجود اینکه تعداد نمایندگان کم بود ولی برکات بر تصمیم خود پابرجا بود تا ژنرال ویبر کمیسرعالی فرانسه در سوریه به دلیل کم‌بودن جمعیت نمایندگان جلسهٔ انتخاب رئیس‌جمهوری را به تأخیر انداخت.

پرچم جمهوری سوریه (۱۹۳۰–۱۹۵۸) با سه ستارهٔ قرمز در وسط آن که از پرچم انقلاب بزرگ عربی الهام گرفته‌است.

کمیسر عالی فرانسوی از به قدرت رسیدن حقی العظم پشتیبانی می‌کرد تا با رایزنی‌هایی که با نمایندگان تشکل ملی سوریه داشت به این نتیجه رسیدند که تشکل ملی سوریه پشتیبانی از کاندیدش یعنی هاشم الاتاسی را بردارد و مستشار فرانسوی نیز از حقی العظم پشتیبانی نکند که ماحصل آن انتخاب محمدعلی عابد به عنوان رئیس‌جمهوری بود؛ العابد با ۳۶ رأی در مقابل ۳۲ رأی برای صبحی برکات به قدرت رسیت. مراسم تنفیذ ریاست‌جمهوری  در حیاط قصر با ۱۷ بار شلیک از توپ به نشانهٔ شروع زمان جمهوری آغاز شد. در خلال این مراسم پرچم جدید سوریه به اهتزاز درآمد رنگ‌های این پرچم مانند بیشتر کشورهای عربی الهام گرفته از پرچم قیام بزرگ عربی بود و به جای مثلث قرمز، سه ستارهٔ قرمز بود. کاندیدهای دیگری که در آن زمان نام‌هایشان در روزنامه‌ها یافت می‌شد احمد نامی رئیس کشور سابق و ابراهیم هنانو رهبر مخالفان فرانسه در سوریه بود. در نهایت تفاهمی که بین نمایندگان تشکل‌ها و تشکل ملی سوریه حاصل شد دولتی که حفی العظم تشکیل خواهد داد می‌بایست وزیران آن بین نمایندگان تشکل‌های اعتدال‌گرا و تشکل ملی به صورت برابر باشد.

## ریاست‌جمهوری العابد
| « | إنی أعمل بما توحیه إلیّ معرفتی لمصلحة بلدی. من به هرچه دانشم به من الهام می‌کند که به مصلحت کشورم است عمل می‌کنم. | » |

### دولت‌ها

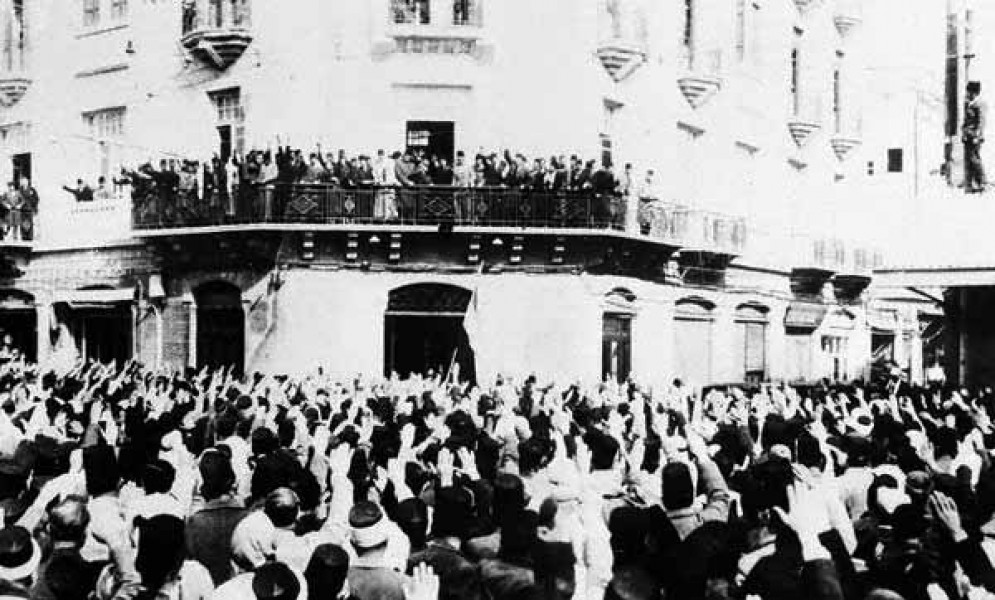
معترضان در اعتصاب عمومی دمشق که رو به روی یکی از دفاتر تشکل ملی در دمشق تجمع کرده‌اند.

نخستین دولت زمان العابد دولت حقی العظم بود که از چهار وزیر در ۱۴ ژوئن شکلیل شد و وزرای آن نیز به صورت مساوی بین اعتدال‌گرایان سوری و تشکل ملی سوریه تقسیم شده بود. این دولت مخالفان اندکی داشت، در سال نخستین که آغاز به کار کرده بود نگرانی‌های امنیت فقط می‌رفت. دولت نخست حفی العظم در ۳ ژوئن ۱۹۳۳ استعفا کرد و دوباره دولت با نخست‌وزیری حفی العظم در همان سال تشکیل شد با این تفاوت که در دولت جدید اعضای تشکل ملی سوریه حضور نداشت این تصمیم در پایان گفتگو در مورد نگرانی‌ها در مورد قرارداد دوستی و هم‌پیمانی با فرانسه بود. با وجود اینکه تشکل ملی سوریه در دولت جدید کنار زده شده بودند اما روابط دوستانهٔ خود را با عابد به وسیلهٔ نجیب ارمنازی، سرپرست ارشد قصر ریاست‌جمهوری از یک سو و عیدل جمیل مردم، یکی از پایه‌های تشکل ملی سوریه از سوی دیگر حفظ کرد. نخست‌وزیری العظم برای بار دوم یک سال ادامه یافت در این مدت مأموریت کمیسر عالی فرانسوی هانری بونسو به پایان رسید و سفیر فرانسه در جمهوری خلق چین شد و شارل دی مارتیل جایگزین وی شد و زمانی که دی مارتیل در تاریخ ۱۲ اکتبر ۱۹۳۳ به بیروت رسید نشست صافیتا برگزار شد و در آن علویان سوری درخواست الحاق دولت العلویین به سوریه شدند که در سال ۱۹۲۰ از این کشور جدا شده بود.
در کل نخست‌وزیری العظم حدوداً دو سال به درازا انجامید و قبل از اینکه سال سومش شروع شود با پافشاری اعضای تشکل ملی و تظاهرات‌های مردمی در سراسر سوریه مبنی بر پایان تحت‌الحمایگی فرانسه بر سوریه که مردم تحقق نیافتن این امر را در ضعف دولت می‌دانستند و هم‌واره با العظم مخالفت می‌کردند، دی مارتیل با عابد به این توافق رسیدند که به العظم پیشنهاد استعفا بدهند، بعد از استعفای وی تاج‌الدین حسنی رئیس کشور پیشین مکلف تشکیل دولت شد دولت سوم زیر نظر العابد از بهارستان سوریه رأی اعتماد دریافت نکرد تا توسط مستشار فرانسوی تأیید شد. و یک سال و نیم این دولت پابرجا ماند تا بر اثر اعتصاب عمومی سوریه در فوریه ۱۹۳۶ وادار به استعفا شد تا دولت عطا الایوبی با وعدهای بی‌طرفی و برگذاری انتخابات آزاد جایگزین آن دولت شود.